# Have You Ever Seen the Rain?
"Have You Ever Seen the Rain?" is een nummer van de Amerikaanse band Creedence Clearwater Revival. Het nummer is geschreven door John Fogerty en werd in januari 1971 uitgebracht op single in Nederland. Het nummer is afkomstig van het album "Pendulum".
Feitelijk was er sprake van een dubbele hitsingle, omdat het nummer "Have You Ever Seen the Rain?" de B-kant was van de single “Hey Tonight”.

## Hitnoteringen

### Nederlandse Top 40
| Artiest                      | Titel                                     | 1971 week | 6  | 7  | 8 | 9 | 10 | 11 | 12 | 13 | 14 | 15 | 16 |
| ---------------------------- | ----------------------------------------- | --------- | -- | -- | - | - | -- | -- | -- | -- | -- | -- | -- |
| Creedence Clearwater Revival | Have You Ever Seen The Rain / Hey Tonight | positie   | 21 | 11 | 6 | 6 | 7  | 9  | 15 | 22 | 22 | 29 | 29 |

### Hilversum 3 Top 30
Hitnotering: 06-02-1971 t/m 03-04-1971. Hoogste notering: #3 (1 week).

### Evergreen Top 1000
| Evergreen Top 1000 "Have You Ever Seen The Rain" | Evergreen Top 1000 "Have You Ever Seen The Rain" | Evergreen Top 1000 "Have You Ever Seen The Rain" | Evergreen Top 1000 "Have You Ever Seen The Rain" | Evergreen Top 1000 "Have You Ever Seen The Rain" | Evergreen Top 1000 "Have You Ever Seen The Rain" | Evergreen Top 1000 "Have You Ever Seen The Rain" | Evergreen Top 1000 "Have You Ever Seen The Rain" | Evergreen Top 1000 "Have You Ever Seen The Rain" | Evergreen Top 1000 "Have You Ever Seen The Rain" | Evergreen Top 1000 "Have You Ever Seen The Rain" | Evergreen Top 1000 "Have You Ever Seen The Rain" | Evergreen Top 1000 "Have You Ever Seen The Rain" | Evergreen Top 1000 "Have You Ever Seen The Rain" | Evergreen Top 1000 "Have You Ever Seen The Rain" | Evergreen Top 1000 "Have You Ever Seen The Rain" | Evergreen Top 1000 "Have You Ever Seen The Rain" |
| Jaar                                             | 2008                                             | 2009                                             | 2010                                             | 2011                                             | 2012                                             | 2013                                             | 2014                                             | 2015                                             | 2016                                             | 2017                                             | 2018                                             | 2019                                             | 2020                                             | 2021                                             | 2022                                             | 2023                                             |
| ------------------------------------------------ | ------------------------------------------------ | ------------------------------------------------ | ------------------------------------------------ | ------------------------------------------------ | ------------------------------------------------ | ------------------------------------------------ | ------------------------------------------------ | ------------------------------------------------ | ------------------------------------------------ | ------------------------------------------------ | ------------------------------------------------ | ------------------------------------------------ | ------------------------------------------------ | ------------------------------------------------ | ------------------------------------------------ | ------------------------------------------------ |
| Positie                                          | -                                                | -                                                | -                                                | -                                                | 702                                              | 47                                               | 84                                               | 162                                              | 236                                              | 159                                              | 92                                               | 78                                               | 57                                               | 54                                               | 57                                               | 53                                               |

### NPO Radio 2 Top 2000
| Nummer met noteringen in de NPO Radio 2 Top 2000 | '00 | '01 | '02 | '03 | '04 | '05 | '06 | '07 | '08 | '09 | '10 | '11 | '12 | '13 | '14 | '15 | '16 | '17 | '18 | '19 | '20 | '21 | '22 | '23 | '24 |
| ------------------------------------------------ | --- | --- | --- | --- | --- | --- | --- | --- | --- | --- | --- | --- | --- | --- | --- | --- | --- | --- | --- | --- | --- | --- | --- | --- | --- |
| Have You Ever Seen the Rain?                     | 185 | 208 | 300 | 365 | 287 | 305 | 204 | 203 | 232 | 216 | 177 | 193 | 224 | 244 | 280 | 255 | 212 | 216 | 164 | 139 | 119 | 108 | 113 | 118 | 101 |

1. ↑  Een vetgedrukt getal geeft de hoogste notering aan.
2. ↑  2000 was het eerste jaar met een notering voor dit nummer.